# Cerkiew św. Ducha we Lwowie
Cerkiew św. Ducha we Lwowie – cerkiew położona przy ul. Kopernika 36 we Lwowie, na Ukrainie. Pierwotnie był to kościół św. Katarzyny ze Sieny.

## Historia kościoła św. Katarzyny Sieneńskiej i cerkwi św. Ducha
Informacje o początkach zakonu dominikanek we Lwowie są skąpe i niepewne. Według tradycji dominikańskiej pierwszy lwowski klasztor miał powstać już w XIII w. za życia św. Kingi. Prawdopodobnie nastąpiło to dopiero w czasach jagiellońskich.
W 1619 roku przeprowadzono reformę zakonu pod nadzorem ojców dominikanów z kościoła Bożego Ciała. Klasztor sióstr dominikanek został przy tej okazji uposażony posagiem Konstancji Mądrowiczówny. W roku 1627, po pożarze, siostry przeniosły się na przedmieście Halickie. Po kolejnym pożarze został zbudowany w latach 1722–1729 nowy kościół. Nosił on wezwanie św. Katarzyny Sieneńskiej. Był niewielką budowlą barokową, jednonawową z półokrągłą absydą.
W chwili I rozbioru Polski w 1772 w klasztorze żyło 25 dominikanek. W sierpniu 1782 klasztor uległ kasacie w wyniku reform józefińskich przeprowadzonych przez cesarza Józefa II. Siostry rozproszyły się. W 1783 klasztor i kościół zostały przekazane Rusinom (ob. Ukraińcy) z przeznaczeniem na cerkiew greckokatolicką. Kościół przebudowano i zmieniono jednocześnie wezwanie na Ducha Świętego. Ikonostas i ołtarze udekorował lwowski malarz Łukasz Doliński. W budynkach klasztoru zorganizowano seminarium duchowne. Jego uczniem był m.in. poeta romantyczny i działacz społeczny Markijan Szaszkewycz, a także liczni rusińscy pisarze i działacze społeczni XIX w. W 1890 Sylwestr Hawryszkewycz zbudował nowy gmach seminarium.
W 1941 w rezultacie nalotów i bombardowań niemieckich budynki cerkwi i seminarium uległy zniszczeniu. Za całego kompleksu pozostała tylko przykościelna wieża nazywana odtąd Dzwonnicą Cerkwi św. Ducha.
Dzwonnica, przykład lwowskiego baroku z XVIII w., została wzniesiona z kamienia ciosanego na planie kwadratu. Składa się z trzech kondygnacji oddzielonych od siebie gzymsami i jest zwieńczona smukłym hełmem i czterema kamiennymi wazami w narożach. Każda kondygnacja jest flankowana pilastrami i półkolumnami. Zegar na wieży (1786) pochodzi ze Skitu Maniawskiego.
W roku 1987 zegar został poddany renowacji. W tym samym roku od strony zachodniej wybudowano pomieszczenia dla muzeum „Rusałki Dniestrowej”, poświęconego pierwszej książce, jaka została wydana w 1836 roku w Galicji w języku ukraińskim przez działaczy Ruskiej Trójcy.